# Stefanovics Angéla
Stefanovics Angéla (Budapest, 1979. december 2. –) Jászai Mari-díjas magyar színésznő, forgatókönyvíró, filmrendező.

## Életpályája
1978-ban született. Édesapja Stefanovics Imre korábbi súlyemelő. A Színházi adattárban is regisztrált első színpadi szerepe, a Független Színpad által 1995. október 8-án bemutatott Elektrában volt.
1992–1996 között a Pesti Barnabás élelmiszeripari iskola drámatagozatos osztályában tanult. Érettségi után elsőre felvették a Színművészeti Főiskolára. Itt ismerkedett meg Végh Zsolttal és Kálmánchelyi Zoltánnal, akikkel együttműködve több rövidfilmet is készített. Ezek közül a Pesti mese: Óz, a nagy varázsló címűt tartja a kedvencének. Ebben a filmben látta először Sas Tamás rendező, aki később több filmjében is osztott rá szerepet.
Az említett trió a szerzője a Zsámbékon bemutatott Libiomfi című darabnak is, amelynek a szerzők is szereplői voltak.
10 évig a Budapesti Kamaraszínház tagja volt, a társulat megszüntetéséig (2011). Több színház darabjában is találkozhattunk a nevével; például: Pesti Színház, Örkény István Színház, Pintér Béla és Társulata. Országos ismertségre 2007-ben, a Budapest Bank reklámarcaként (Emese) tett szert. Szerepel a Comedy Central Magyarok az űrben című, saját gyártású sketch showjában.
2019 decemberében indította el humoros YouTube-csatornáját Anzselika Habpatron néven.
2022-ben csatlakozott L’art pour l’art Társulathoz.

### Magánélete
Nyolc évig élt együtt Malgot István szobrászművésszel. Párja 2020 óta Szervét Tibor színművész.

## Színházi szerepei
- Aiszkhülosz–Szophoklész–Euripidész: Elektra....Khrysothemis, Elektra húga
- Mark Ravenhill: Piszkos fotók....Nadie
- Hadar Galron: Mikve....Elisheva
- Bengt Ahlfors: Színházkomédia....Lili
- Jaroslav Hašek: Svejk....Müllerné, Palivecné, Katy, cselédlány, Cselédlány: Mari, Kurva, Öregasszony
- Molnár Ferenc: Liliom....Juli
- Irvine Welsh–Harry Gibson: Trainspotting....Dianne
- Móricz Zsigmond írásaiból: Pillangók a sárban....Zsuzsika
- Peter Weiss: Jean Paul Marat üldöztetése és meggyilkolása... ahogy a charentoni elmegyógyintézet színjátszói előadják De Sade úr betanításában és ahogy azt a Gyulai Éjszakai Színtársulat színjátszói előadják ezerkilencszázkilencvenkilenc augusztusában
- Le a bajusszal!
- Gerhart Hauptmann: Patkányok....Zelma, Knobbe lánya
- Árni Ibsen: Mennyország....Unnur
- Carlo Goldoni: A chioggiai csetepaté....Checca (Francesca)
- Eric-Emmanuel Schmitt: Hotel tranzit....Laura
- Georges Feydeau: Zsákbamacska
- Katona József: Jeruzsálem pusztulása....Berenice
- Michel de Ghelderode: Kószál a nagy kaszás....Zsüzmina, szépséges hajadon
- Németh Ákos: Haszonvágy....Lívia

|
- Frances Goodrich–Albert Hackett: Anna Frank naplója....Anna Frank
- Christopher Hampton: Kúra....Sabina Spielrein
- Jean Cocteau: A kétfejű sas....Tony
- Bekes József: Durr bele....Hugi
- Kiss Csaba: Világtalanok....Erika
- Arthur Schnitzler: Erik....Ludmilla
- Anton Pavlovics Csehov: Három nővér....Natasa
- Kornis Mihály–Angyal István–Eörsi István: Angyal és Kádár....Gépírónő
- Száger Zsuzsanna–Urbanovits Krisztina: Fürdőszoba....Emma
- Kálmánchelyi Zoltán–Végh Zsolt–Stefanovics Angéla: Libiomfi....Angéla
- Horváth Péter: Blikk....Kiscsaj
- Ivan Kušan: Galócza....Tonka, Mozsbolt húga
- Sopsits Árpád: Fekete angyal....Kata, beteg
- Egressy Zoltán: Az isten lába....Adri
- Egressy Zoltán: Nyár utca, nem megy tovább....Lány
- Pintér Béla és Társulata: KaisersTv, Ungarn....Üregi Szidónia
- Pintér Béla és Társulata: 42. hét
- Pintér Béla és Társulata: Titkaink
- Pintér Béla és Társulata: Szívszakadtig
- Pintér Béla és Társulata: Anyaszemefénye .... Krasznai Mercédesz

## Filmjei

### Játékfilmek
- Ma este gyilkolunk (2024)
- Ida regénye (2022)
- Becsúszó szerelem (2021)
- Akik maradtak (2019)
- Viktória - A zürichi express (2014)
- Szuperbojz (2009)
- Pánik (2008)
- 9 és ½ randi (2008)
- Noé bárkája (2007)
- Buhera mátrix (2006)
- Libiomfi (2003) – szereplő és forgatókönyvíró is
- Öcsögök (2001)

### Rövidfilmek
- Öszödik pecsét (2007) - szereplő, forgatókönyvíró és rendező is
- Legkisebb film a legnagyobb magyarról, avagy ha nincs kéz nincs csoki (2002)
- A cigány hold - egy cella képei (2001)
- Tévéjáték (2001)
- Uristen@menny.hu (2000) – szereplő, forgatókönyvíró és rendező is
- A lányok angyalok (2000)
- Pesti mese: Óz, a nagy varázsló (1998)
- A nagy hohohohorgász
- Tirpák TV

### Tévéfilmek
- Minden másképp van - Márairól (2007)
- Presszó (2008)
- Magyarok az űrben (2008)
- Hacktion: Újratöltve (2012)
- Tóth János (2017–2018)
- Egyszer volt Budán Bödör Gáspár (2020)
- Marsra magyar! (2023–2024)
- BigBakShow (2025)

## Díjai, elismerései
- Jászai Mari-díj (2011)